# هیدروکسی استنوزول
هیدروکسی استنوزول (به انگلیسی: Hydroxystenozole) با فرمول شیمیایی C21H30N2O یک ترکیب شیمیایی با شناسه پاب‌کم 238684 است. که جرم مولی آن ۳۲۶٫۴۸ گرم بر مول می‌باشد.